# José Echegaray
José Echegaray y Eizaguirre (født 19. april 1833, død 4. september 1916) var en spansk matematiker, politiker og dramatiker. Han blev tildelt nobelprisen i litteratur sammen med Frédéric Mistral i 1904.